# Wacław Bernatowicz
Wacław Bernatowicz (ur. 10 kwietnia 1909 w Nowych Święciajnach, zm. 29 listopada 1965 w Warszawie) – chorąży pilot Wojska Polskiego, pilot sanitarny.

## Życiorys
Syn Antoniego i Weroniki. Szkołę powszechną ukończył w [owych Święciajnach, w Wilnie ukończył Państwową Szkołę Przemysłową. Jako zainteresowany lotnictwem wstąpił do Cywilnej Szkoły Mechaników Lotniczych w Bydgoszczy, którą ukończył w 1929 r. Zgłosił się do odbycia służby wojskowej i otrzymał przydział do Centrum Wyszkolenia Oficerów Lotnictwa (CWOL) w Dęblinie jako mechanik lotniczy.
W 1930 r. otrzymał awans na plutonowego i rozpoczął służbę jako podoficer zawodowy. Został skierowany na przeszkolenie do Szkoły Podoficerów Pilotów w Bydgoszczy. Po jej ukończeniu w 1931 r. został pilotem 64 eskadry liniowej 6 pułku lotniczego we Lwowie. W 1932 r. odbył Wyższy Kurs Pilotaż w Grudziądzu i otrzymał przydział do 121 eskadry myśliwskiej w Krakowie. W 1933 r. uzyskał uprawnienia pilota-instruktora i rozpoczął pracę w CWOL Dęblin. W 1934 r. uzyskał uprawnienia instruktora szybowcowego i pracował również w szkole szybowcowej w Ustjanowej.
W czasie kampanii wrześniowej walczył jako pilot myśliwski w obronie Dęblina oraz wykonywał loty rozpoznawcze na samolotach PZL.23 Karaś w plutonie lotniczym Warszawskiej Brygady Pancerno-Motorowej. 19 września przekroczył granicę z Rumunią i został internowany. Uciekł i w listopadzie dotarł do Francji, gdzie odbył szkolenie na samolotach francuskich, jednak nie wziął udziału w walkach.
W czerwcu 1940 r. przybył do Anglii, gdzie otrzymał numer służbowy RAF 793304. Pracował jako instruktor w szkole nawigatorów w Staverton. Następnie otrzymał przydział do dywizjonu 307, skąd został przeniesiony do Polskiego Oddziału Transportowego Takoradi–Kair. W 1942 r. odbył przeszkolenie w El Ballah. W Afryce latał do grudnia 1945 r. następnie powrócił do Anglii. Został zdemobilizowany w stopniu chorążego.
Repatriował się do Polski w 1946 r. i rozpoczął pracę w Departamencie Lotnictwa Cywilnego Ministerstwa Komunikacji. Do końca życia pozostał związany z lotnictwem cywilnym. W latach 1947–51 był kierownikiem Szkoły Szybowcowej w Olsztynie, latał sportowo w Aeroklubie Warmińsko-Mazurskim, w 1951 r. brał udział w Samolotowych Mistrzostwach Polski w Inowrocławiu, gdzie zajął I miejsce.
W okresie stalinowskim, jako były żołnierz Polskich Sił Zbrojnych, był represjonowany i w 1952 r. odsunięty od pracy w lotnictwie. Dopiero w 1956 r. powrócił do latania w Zespole Lotnictwa Sanitarnego w Olsztynie.
Zmarł 29 listopada 1965 r. w Warszawie, został pochowany w Olsztynie na cmentarzu komunalnym przy ul. Poprzecznej.

## Odznaczenia
- Brązowy Krzyż Zasługi z Mieczami
- Medal Lotniczy – czterokrotnie
- Polowa Odznaka Pilota nr 1512
- War Medal 1939–1945
- Africa Star
- Italy Star
- Złota Odznaka Zasłużony dla Warmii i Mazur
- Złota Odznaka za Wzorową Pracę w Służbie Zdrowia